# Hydrangea paniculata
Tú cầu có chùy (danh pháp hai phần: Hydrangea paniculata) là một loài tú cầu. Loài này phân bố ở miền đông Trung Quốc, Hàn Quốc, Nhật Bản, Sakhalin. Lần đầu tiên nó được chính thức được mô tả bởi Philipp Franz von Siebold năm 1829. Đôi khi người ta dùng nó hút như chất gây say, bất chấp sự nguy hiểm của bệnh và/hoặc tử vong do các cyanide hiện diện trong cây này dưới dạng các cyanogenic glycoside..

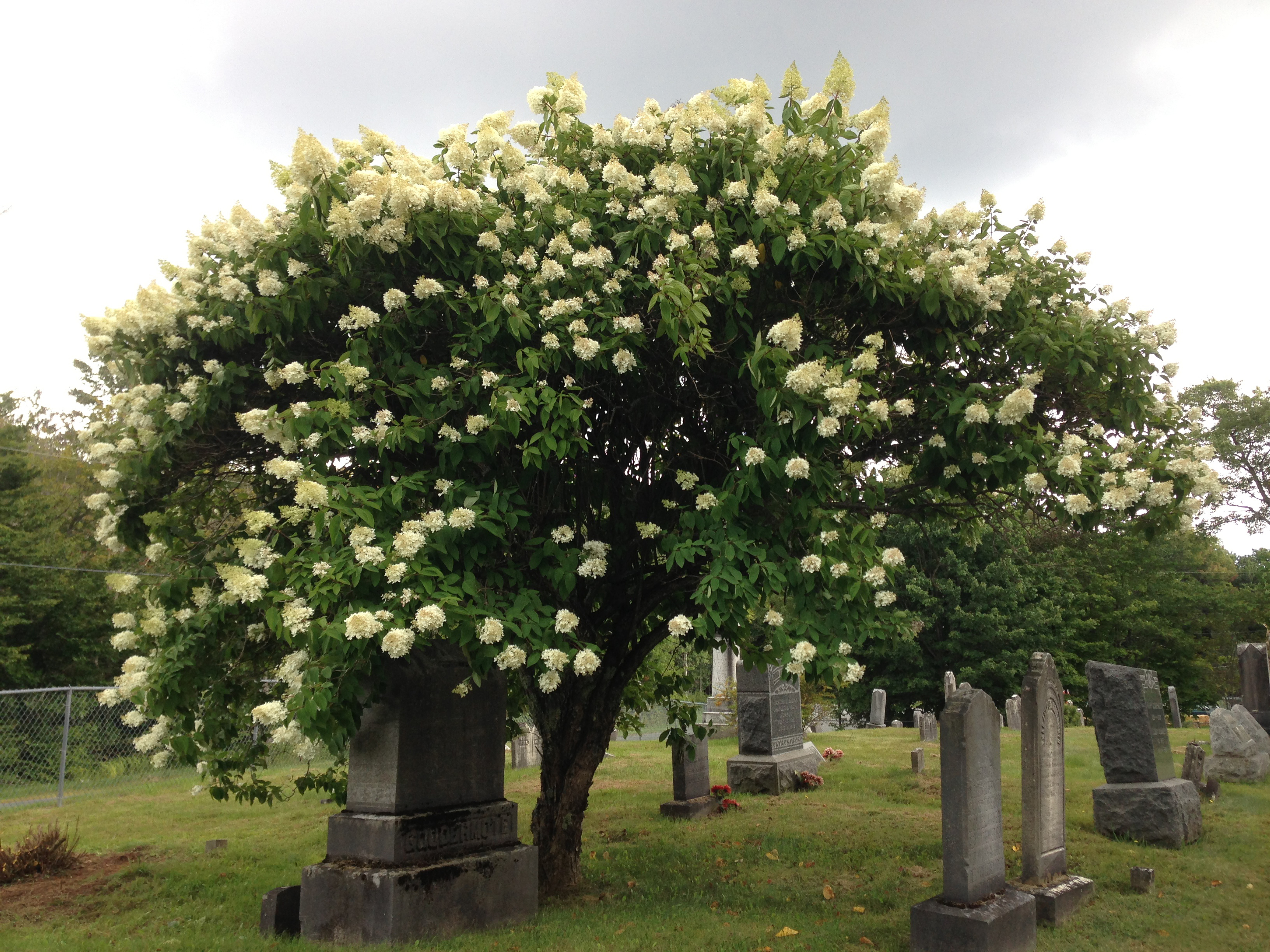
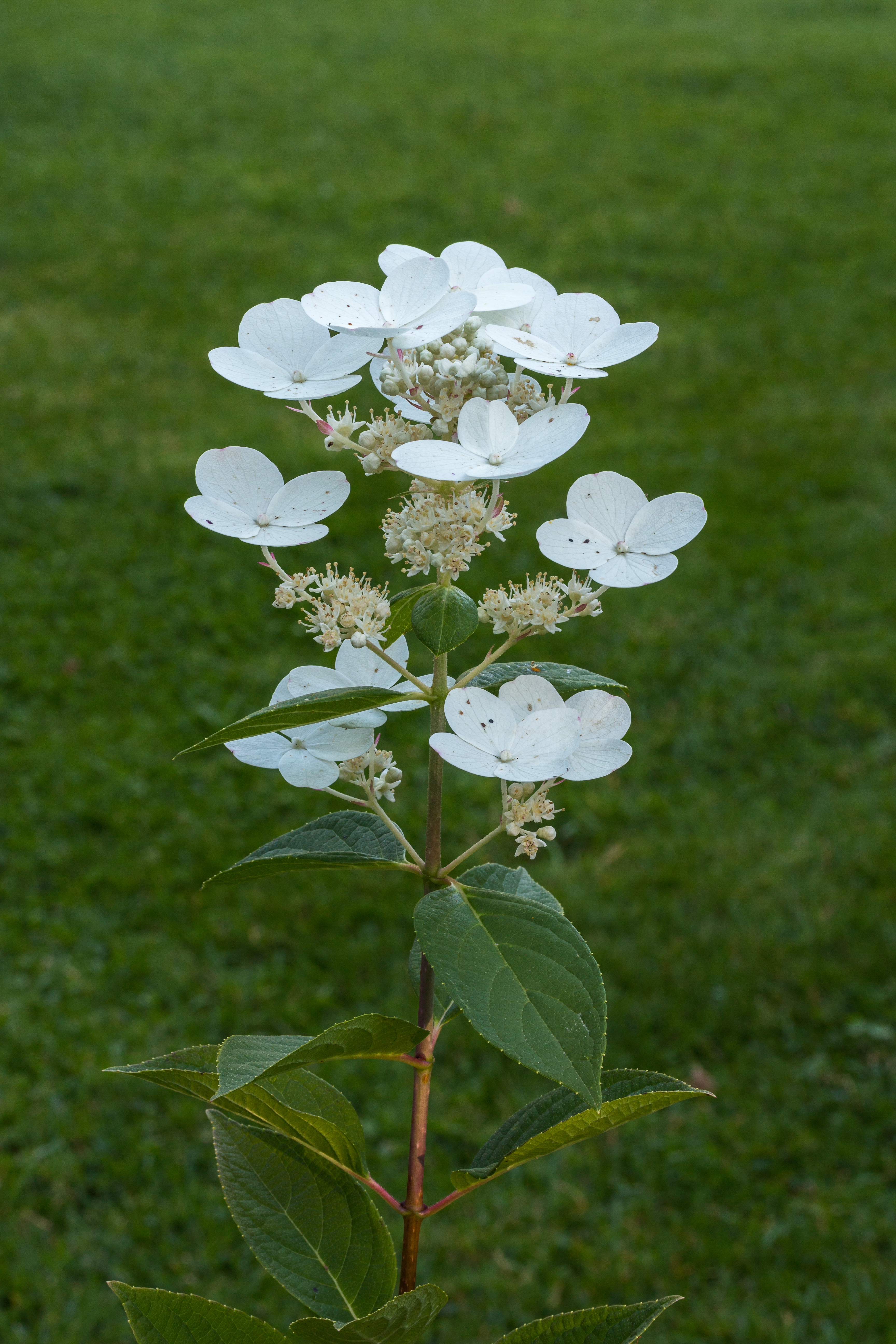
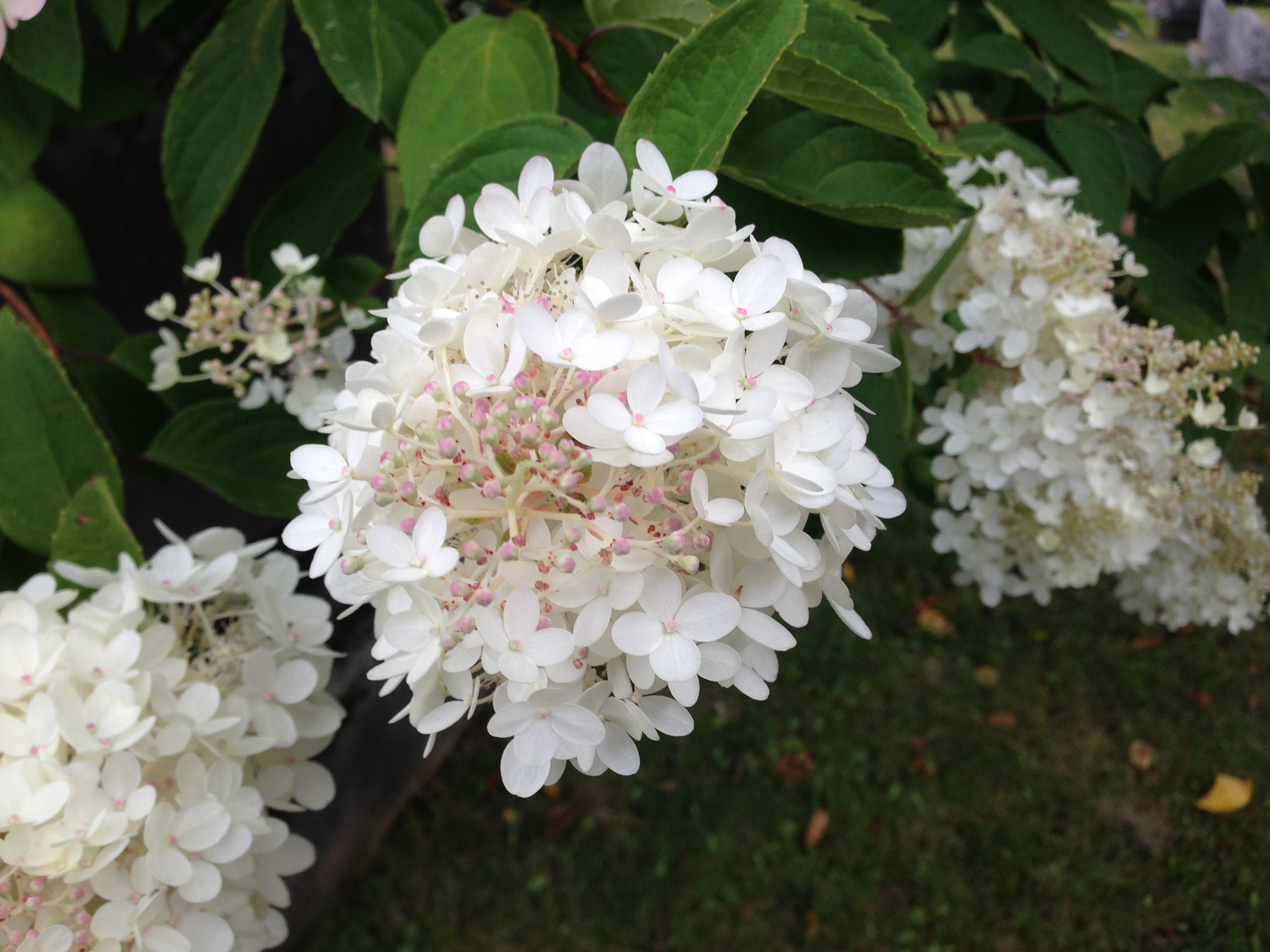
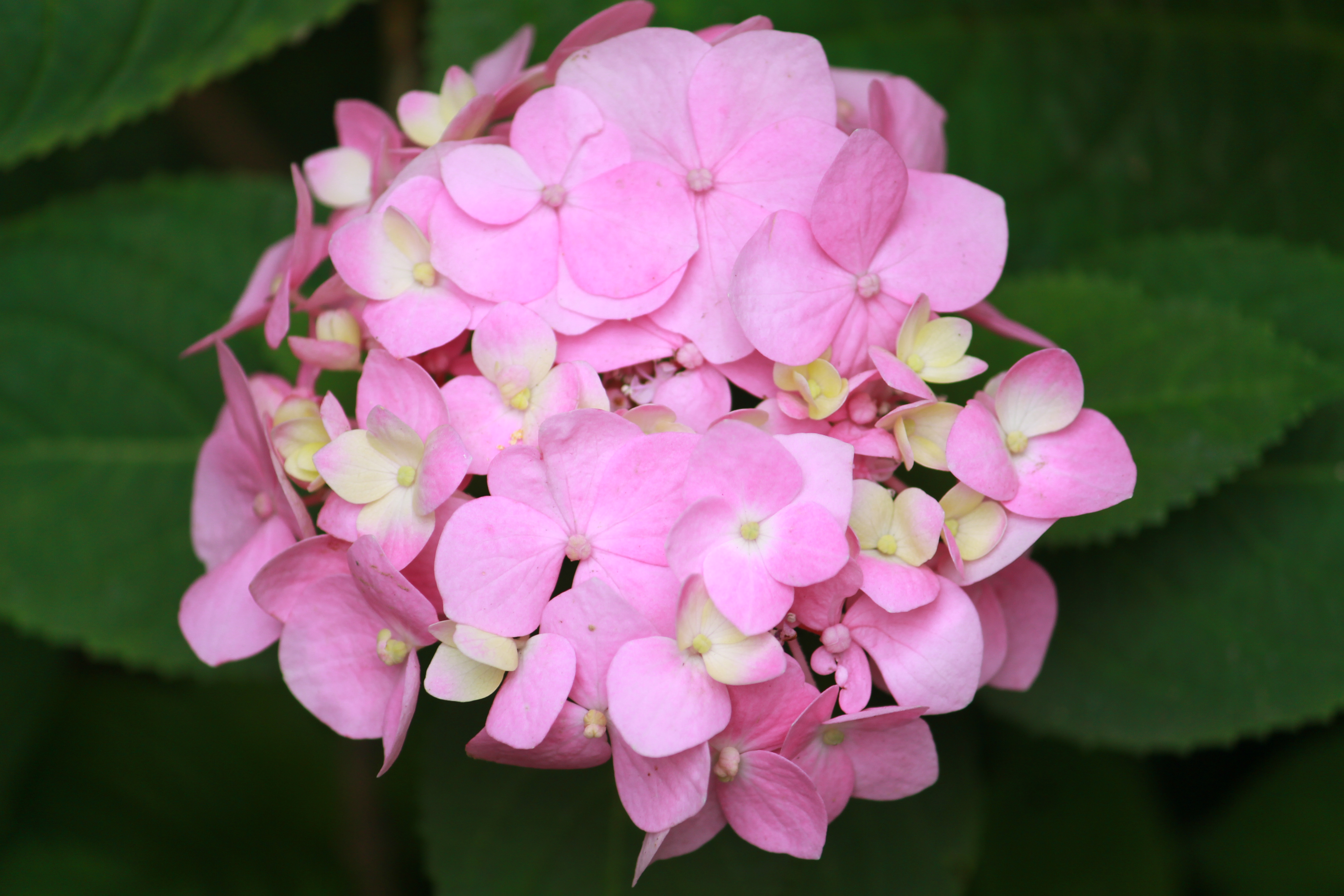
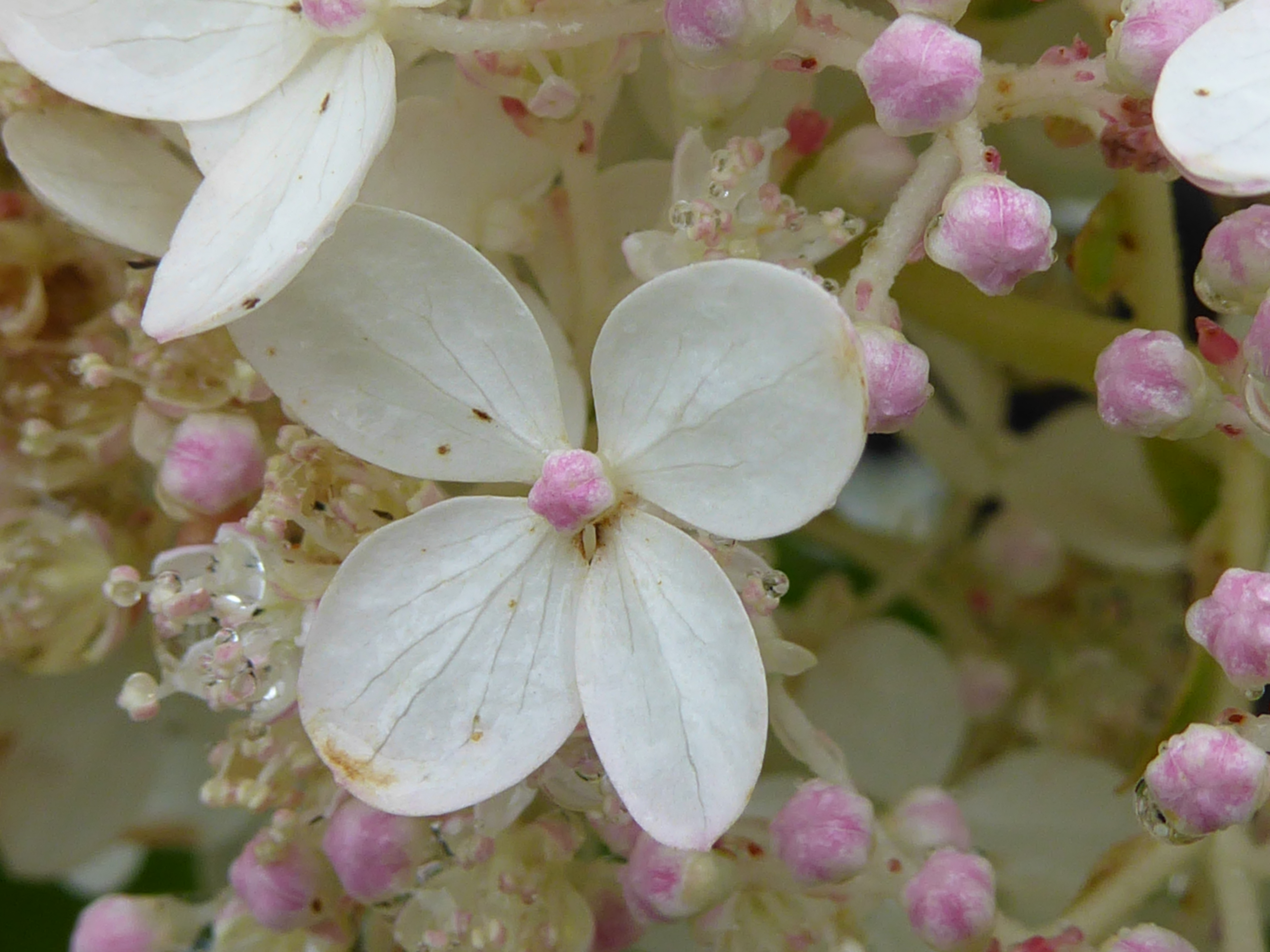
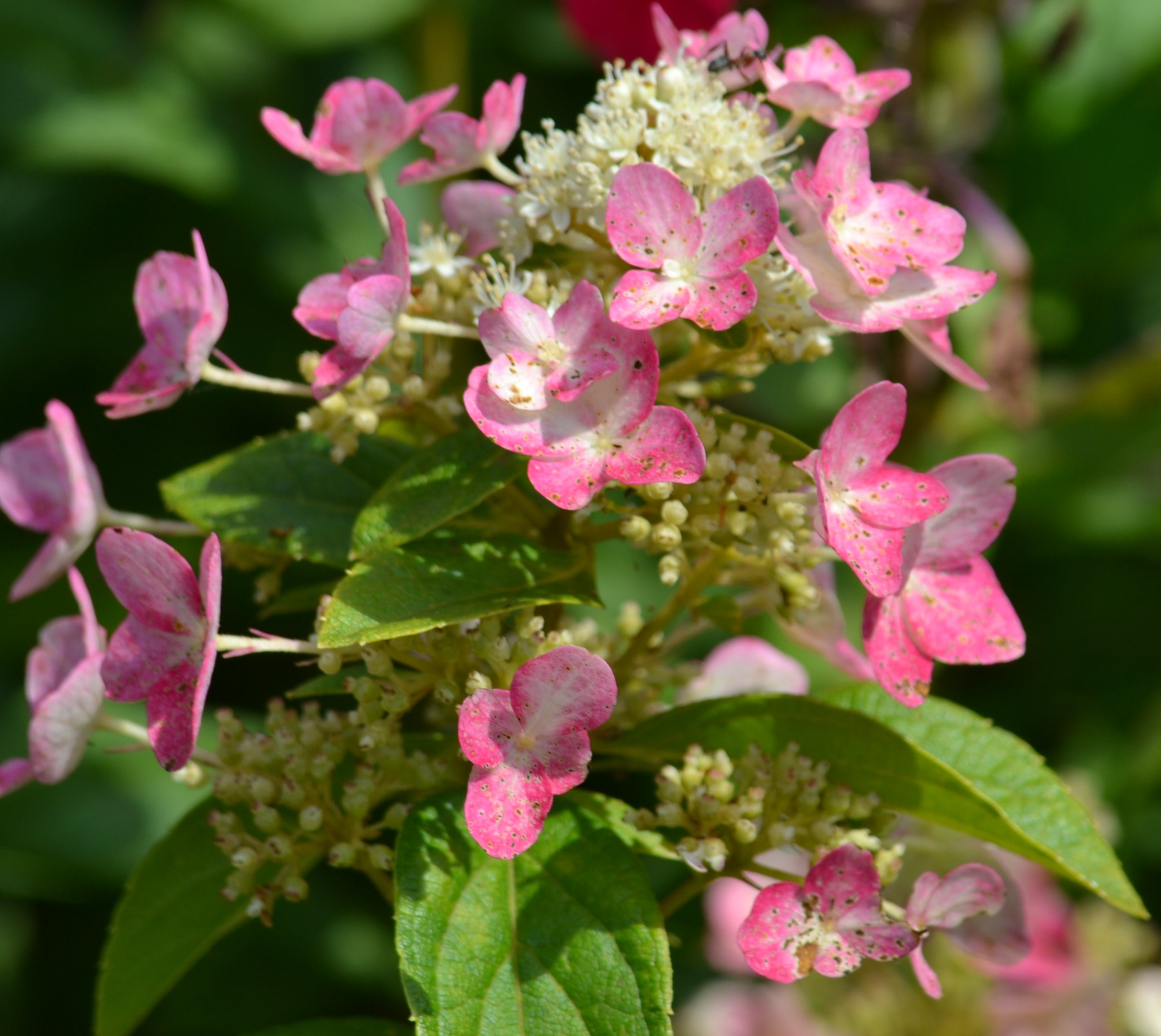